# Omi Oxum
Omi Oxum (em iorubá: Omi-Ọṣun) foi uma cidade iorubá do Reino de Ilá, na atual Nigéria, que segundo a tradição oral local, foi ocupada pela facção de Arutu Oluocum, um dos filhos do fundador do reino Orangum.